# Končanica
Končanica és un municipi de Croàcia que es troba al comtat de Bjelovar-Bilogora, al centre del país.